# Liste zoologischer Gärten in Berlin
Die Liste zoologischer Gärten in Berlin listet alle zoologischen Einrichtungen in Berlin auf.

## Überblick
Legende:
- OT: Ortsteil, dabei bedeutet = Bd= Berlin-Biesdorf, Blanb=Berlin-Blankenburg, Blanf=Berlin-Blankenfelde, Bo=Berlin-Bohnsdorf, Fr=Berlin-Friedrichsfelde, Fried=Berlin-Friedenau, Ha=Berlin-Hakenfelde, Has=Berlin-Haselhorst, Hd=Berlin-Hellersdorf, Herm = Berlin-Hermsdorf, Mi=Berlin-Mitte, Mf = Marienfelde, Mz=Berlin-Marzahn, Ne=Berlin-Neukölln, Pank=Berlin-Pankow, Ow = Berlin-Oberschöneweide, Tege=Berlin-Tegel, Tg= Berlin-Tiergarten, Th= Berlin-Tempelhof, Weißs=Berlin-Weißensee

| Bezirk                | OT    | Name und Lage                                       | Betrieb   | Kurzdarstellung und Bild |
| --------------------- | ----- | --------------------------------------------------- | --------- | --- |
| Lichtenberg           | Fr    | Tierpark Berlin-Friedrichsfelde (Lage)              |           | Der Tierpark wurde am 2. Juli 1955 eröffnet und ist 160 ha groß. Das Alfred-Brehm-Haus gibt es seit dem Jahr 1963. Dort sind neben der Großkatzensammlung auch eine Tropenhalle mit exotischen Gewächsen, zahlreichen Vögeln und Indischen Riesenflugfüchsen zu bewundern. Im Dickhäuterhaus leben seit dem Jahr 1989 Asiatische und Afrikanische Elefanten. Außerhalb des Tierparkes am Eingang Bärenschaufenster sind Schwarzbären in einer Naturfelskulisse zu bewundern. Im Tierpark leben ca. 6525 Tiere in 760 Arten und davon sind ca. 3500 Aquariums Bewohner. Außerdem gibt ein Affenhaus, ein Krokodilhaus, ein Terrassencafé, das Restaurant Patagona und viele kleine Imbissstände. Am alten Eingang steht das Schloss Friedrichsfelde und mit dem dazugehörigen Schlosspark.             |
| Marzahn- Hellersdorf  | Bd    | Kleintierhof Wuhletal (Lage)                        |           | Der Kleintierhof Wuhletal wurde Mitte der 1990er Jahre aufgebaut, ist unter anderem ein Streichelzoo, das auf dem ehemaligen Gelände des Wilhelm-Griesinger-Krankenhauses steht und das wurde bis zum Sommer 2011 vom Verein Wuhlgarten betrieben. Als danach die Fördermittel ausblieben, musste ein neues Betreiberkonzept erstellt werden. Die Union für soziale Einrichtungen gGmbH bewarb sich und bekam im Oktober 2012 den Zuschlag für den Kleintierhof Wuhletal. Für den Weiterbetrieb hatte damals noch der Verein Wuhlgarten die Stallungen und Gatter neu streichen lassen und für die neuen Ponys wurde eine Wiese eingezäunt. Zu den Bewohnern des Streichelzoos gehören Ponys, Ziegen, Schafe, Lamas, Kaninchen und Frösche sowie Hühner. Der Eintritt zum Streichelzoo ist kostenlos. |
| Marzahn- Hellersdorf  | Hd    | Arche-Park im Kienbergpark (Lage)                   |           | Zur Internationalen Gartenausstellung 2017, die in den Gärten der Welt stattfand, wurde der 60 ha große Arche-Park im Kienbergpark angelegt. Seit dem Herbst 2016 leben dort Rinder, Pferde und Schafe, um den Aufwuchs von Gehölzen zu verhindern. Die Tiere sind jahreszeitlich anzutreffen, so sind die Pferde am Wuhleteich, die Schafe am Englischen Garten und die Rinder auf den Wiesen der Gärten der Welt. |
| Marzahn- Hellersdorf  | Hd    | Helle Tierarche (Lage)                              |           | Auf dem Hof der Helle Tierarche leben seltene vom Aussterben bedrohte Nutztiere, wie die Roten Mangalitza Wollschweine, Thüringer Waldziegen, Braune Bergschafe, Leinegänse, Pommernenten, Deutsche Reichshühner sowie Marderkaninchen gezüchtet. Der Tierhof wird vom Verein Mensch – Natur e.V. betrieben und finanziert sich durch Spenden. |
| Marzahn- Hellersdorf  | Mz    | Rinder im Eichepark (Lage)                          |           | Die ersten Rinder leben im nördlichsten Teil des Wuhletals an der Golliner Straße seit dem Jahr 2011. Im Frühjahr 2012 südlich des Wuhletalwächters an der Kemberger Straße ist eine weitere Koppel eingerichtet und ein Jahr später im Sommer auf der anderen Seite des ehemaligen Klärwerkableiters neben der Rudolf-Virchow Oberschule angelegt. Die Pflege der Grünflächen übernehmen der Naturschutz Malchow und die Agrarbörse Deutschland Ost. |
| Marzahn- Hellersdorf  | Mz    | Tierhof Alt-Marzahn (Lage)                          |           | Der Tierhof wurde am 7. Oktober 1988 vom damaligen Verband der Kleingärtner und Kleintierzüchter gegründet und befindet sich auf einem sogenannten Dreiseitenhof im Dorf Alt-Marzahn. Auf diesem Hof gab es zuerst lediglich Geflügel und andere Kleintiere wie Kaninchen. Die Agrarbörse Deutschland Ost übernahm Anfang des Jahres 1997 den Tierhof. Nach der Übernahme wurde der Tierhof umgebaut, dabei entstand ein Garten, ein kleines Getreidefeld und die Koppel. Es leben ca. 120 Tier auf dem Hof darunter Pfauen, Alpacas, Schafe, Ziegen, Ponys und seltene Hühnerrassen. |
| Mitte                 | Mi    | Sea Life Berlin (Lage)                              | 2003–     | Das Sea Life wurde in Kombination mit dem AquaDom nach mehrjähriger Bauzeit am 2. Dezember 2003 eröffnet. Die ursprünglich dem Lauf der Spree folgende und damit lokale Besonderheiten des Sea-Life-Standorts in den Fokus rückende Abfolge von Aquarien wurde wieder aufgegeben: Schwerpunkte bilden nunmehr etwa die Bereiche Tropisches Korallenriff oder Tiefen des Atlantiks. |
| Mitte                 | Mi    | AquaDom (Lage)                                      | 2003–2022 | Der AquaDom & Sea Life wurde nach mehrjähriger Bauzeit am 2. Dezember 2003 eröffnet. Der Acrylglasbehälter des AquaDoms war 16 Meter hoch und hatte einen Durchmesser von 11,5 Meter. Die Besucher konnten in der Mitte des Zylinders mit einem Aufzug durch das Innere des Aquariums hindurchfahren. Im Acrylglasbehälter lebten über 50 verschiedene Fischarten. Von Oktober 2019 bis zum zweiten Quartal 2020 wurde das AquaDom saniert und danach wiedereröffnet. Am 16. Dezember 2022 zerbarst die Außenwand und der Inhalt trat aus. Nur 40 der 1500 Fische überlebten. Ein Wiederaufbau des AquaDoms wurde später ausgeschlossen. |
| Mitte                 | Mi    | Bärenzwinger (Lage)                                 | 1928–2015 | Der Bärenzwinger steht im Köllnischen Park; hier waren bis zum Jahr 2015 verschiedene Bären untergebracht, seitdem steht er leer. |
| Mitte                 | Tg    | Aquarium (Lage)                                     |           | Das Aquarium wurde am 18. August 1913 eröffnet und im Zweiten Weltkrieg total zerstört. Nach dem Zweiten Weltkrieg war die Zeit gewesen das Aquarium an anderer Stelle wiederaufzubauen und vergrößern. Aus Kostengründen entschied man sich an Alterstelle zu belassen und neu zubauen. Nach umfangreichen Sanierungen Ende der 1970er Jahre wurde es am 20. August 1983 wiedereröffnet. Auf drei Etagen leben neben Fische auch Amphibien, Reptilien und Insekten. |
| Mitte                 | Tg    | Zoologischer Garten (Lage)                          |           | Der Zoologische Garten ist am 1. August 1844 eröffnet worden und hat eine Größe von ca. 34 ha. Es leben ca. 20.000 Tiere in 1375 Arten im Zoo. Im Zweiten Weltkrieg wurde der Zoo total zerstört. Es haben nur 91 Tiere überlebt. Nach dem Krieg wurden einige der Tierhäuser wieder im alten Stil aufgebaut. Im Jahr 2015 wurde bekannt gegeben das der Zoo schrittweise modernisiert wird. Ein Jahr später ist Eingangsbereich, das Vogelhaus und der Haustierbereich als märchenhafter Streichelzoo neu gestaltet. Im Jahr 2017 eröffnete eine neue Panda-Anlage und im Jahr 2018 die Adlerschlucht. |
| Mitte                 | We    | Wildgehege Volkspark Rehberge (Lage)                |           | Seit den 1920er Jahren befindet sich im westlichen Teil des Volksparks Rehberge ein Wildgehege. Dort leben Damhirsche, Mufflons und Fasane. Am 26. Mai 2015 musste das letzte Wildschwein altersbedingt wegen Arthrose eingeschläfert werden. Nach 15 Monaten leerstehenden Wildschweingehege leben wieder Wildschweine. Das war ein Geschenk vom Forstamt Tegel. Die drohende Schließung des Wildgeheges im Jahr 2015 wurde im Anfang Januar 2016 abgewendet. |
| Neukölln              | Ne    | Tierpark Neukölln (Lage)                            |           | Auf die Initiative des damaligen Bezirksbürgermeisters Kurt Exner besteht seit dem Jahr 1953 ein Kleintiergehege. Viele Jahre später wurde aus dem Kleintiergehege am Rande des Volksparks Hasenheide der Tierpark aufgebaut und im Jahr 2007 eröffnet. Seit dem Jahr 2012 wird der Tierpark von der Union Sozialer Einrichtungen gGmbH betrieben. Das Gelände ist 8 ha groß und dort leben 300 Tiere in 60 Arten. Der Eintritt ist kostenlos. |
| Pankow                | Blanb | Streichelzoo (Lage)                                 |           | Im Park der Albert Schweitzer Stiftung – Wohnen & Betreuen befindet sich ein kleines Streichelgehege für die Bewohner des Hauses und für die Besucher. Dort leben unter anderem Ziegen, Esel, Schafe und in einer Voliere sind Wellensittiche untergebracht. |
| Pankow                | Blanf | Gehege im Botanischen Volkspark Blankenfelde (Lage) |           | Auf dem Gelände des Botanischen Volksparks Blankenfelde leben Schafe, Heckrinder, Bienen aus der Imkerei bestäuben die Nutzpflanzen. Im Wildgehege sind Damhirsche zu beobachten. |
| Pankow                | Pank  | Tiere im Bürgerpark Pankow (Lage)                   |           | Im Bürgerpark zwischen den zwei künstlich angelegten Hügeln liegt ein Tiergehege mit Bergziegen. In Volieren sind Pfauen, Fasanen und seltenen Tauben, die findet man am ehemaligen Jägerhaus. |
| Pankow                | Weißs | Schulzoo Hagenbeckschule (Lage)                     | 1993–2016 | Der Schulzoo Hagenbeckschule wurde im Jahr 1993 eröffnet und ist eine Umweltschule, die insbesondere Biodiversität vermitteln möchte und dafür einen kleinen Bauernhof und ein Vivarium betreibt. Seit dem Jahr 2016 ist der Schulzoo nicht mehr öffentlich für Besucher zugänglich. Es werden auf dem schuleigenen Bauernhof ein Pony, ein Muli, Hühner, Enten, Meerschweinchen und Kaninchen betreut. |
| Reinickendorf         | Herm  | Wildtiergehege Hermsdorf (Lage)                     |           | Das Wildtiergehege Hermsdorf liegt im Tegeler Forst und dort kann man das ganze Jahr heimische Tierarten wie Damhirsche, Rothirsche und Wildschweine beobachten. Um das Wildtiergehege führt ein 2,5 km langer Rundweg, der Waldlehrpfad Hermsdorf, durch den Hermsdorfer Wald. An 28 informativen Schautafeln zu Themen rund um den Wald und seine Bewohner durch den Hermsdorfer Wald und man erfährt, welche Baumart seit dem Jahr 1989 Baum des Jahres wurde. Außerdem bietet eine Aussichtsplattform einen weiten Blick ins Wildgehege und es steht ein Waldsofa für angenehme Ruhepause da. |
| Reinickendorf         | Tege  | Wildgehege im Tegeler Forst (Lage)                  |           | In der Nähe des Tegler Sees ist ein Wildgehege mit Muffelwild, Damwild und Wildschweinen. |
| Spandau               | Ha    | Wildgehege im Spandauer Forst (Lage)                |           | Das Wildgehege im Spandauer Forst befindet sich an der Schönwalder Allee. In den Wildgehegen können Besucher Mufflons und Damwild, Rehe und Wildschweine beobachten. Außerdem befindet sich dort ein Aussichtsturm und ein Abenteuerspielplatz Goldfischteich am Ufer des Kuhlakenteichs. |
| Spandau               | Has   | Fledermauskeller auf der Zitadelle (Lage)           |           | Auf der Zitadelle leben im Überwinterungsquartier in den historischen Gewölben seit dem Jahr 2003 ca. 120 Fledermäuse in 3 Arten auf ca. 300 m². Außerdem gibt es dort eine Dauerausstellung über die Fledermäuse und andere artgeschützte Tierarten. |
| Tempelhof- Schöneberg | Fried | Spielplatz mit Streichelzoo (Lage)                  |           | Der Spielplatz mit Streichelzoo befindet sich in der Niedstraße. Neben dem Spielplatz ist ein kleiner Streichelzoo mit Ziegen und Kaninchen. |
| Tempelhof- Schöneberg | Mf    | Privates Museum für Tierkunde (Lage)                |           | |
| Tempelhof- Schöneberg | Th    | Tiergehege im Franckepark (Lage)                    | 1928–2019 | Zwischen den Jahren 1925 und 1928 wurde das 0,81 ha große Tiergehege angelegt. Dort lebten 11 Tiere, davon ein Damhirsch und 10 Damtiere. Weil das Tiergehege nach 90 Jahren viel zu klein ist, mussten die Tiere nach Brandenburg in den Wildpark Glauer Tal umgesiedelt werden. |
| Treptow- Köpenick     | Bo    | Streichelzoo (Lage)                                 |           | Der Streichelzoo befindet sich an der Ecke Grottewitzstraße/Buntzelstraße in der Nähe der Buntzel-Ranch. |
| Treptow- Köpenick     | Ow    | Haus Natur und Umwelt im FEZ (Lage)                 |           | Das Haus Natur und Umwelt sind eine Jugend-Bildungswerkstatt zur Mitarbeit am Erhalt der Umwelt. Das Haus wurde im Jahr 1955 und das FEZ erst am 3. Oktober 1979 eröffnet. Auf dem Gelände werden im gestalteten Terrarien Kleinsäuger wie Vielstreifen-Grasmäuse, Zwergmäuse, Chinchillas, Degus, Zwerghamster und Kaninchen gehalten und es werden Schlangen- und Amphibienarten, viele heimische Fische sowie eine Schar Wellensittiche gezeigt. In den Außenanlagen sind Haustiere wie Frettchen, Zwergziegen und Esel in einem Streichelgehege zu beobachten. Außerdem gibt es eine weitläufige Gartenanlage mit Teichen, das Freilandterrarium, eine Pferdekoppel mit Reitplatz und ein Cafe. Das Haus Natur und Umwelt wird von der Union Sozialer Einrichtungen gGmbH betrieben.              |